# Lista de pinturas de Aurélia de Sousa

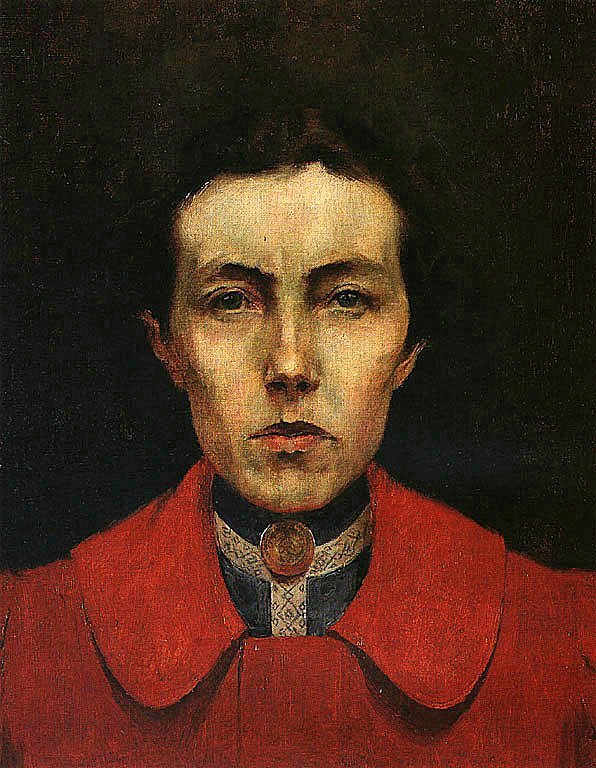
Autorretrato (c. 1900) de Aurélia de Sousa

Esta é uma lista de pinturas de Aurélia de Sousa, lista não exaustiva das pinturas deste artista, mas tão só das que como tal estão registadas na Wikidata.
A lista está ordenada pela data de criação de cada pintura. Como nas outras listas geradas a partir da Wikidata, os dados cuja designação se encontra em itálico apenas têm ficha na Wikidata, não tendo ainda artigo próprio criado na Wikipédia.
Aurélia de Sousa (1866–1922) frequenta a Academia de Belas-Artes do Porto (1893–96), tendo tido antes lições de desenho e pintura de António Costa Lima. Com o apoio financeiro da irmã mais velha, vai viver cerca de três anos (1899 – 1902) em Paris onde desenvolve a sua formação, que completa com a visita a museus e galerias europeias, em viagens efectuadas antes do regresso a Portugal. Neste período, cerca de 1900, pinta o Autorretrato com casaco vermelho, obra significativa do panorama artístico português pela sua sobriedade expressiva e modernidade. Colabora como ilustradora de periódicos e de publicações (1899-1905), participa em exposições do Ateneu Comercial do Porto (1893-1895), e expõe regularmente na galeria da  Misericórdia do Porto e nas exposições anuais da Sociedade de Belas-Artes do Porto. Dado o seu carácter independente recusa o convite para a Presidência desta Sociedade, em 1907, renunciando mesmo ao estatuto de sócia, em 1921, um ano antes da sua morte, por ausência de sala de exposição.
| Imagem | Título                           | Data         | Retrata                                  | Coleção                                        | Descrito em |
| ------ | -------------------------------- | ------------ | ---------------------------------------- | ---------------------------------------------- | ----------- |
|        | Visitação                        | 1893         | Visitação                                | Museu Nacional de Soares dos Reis              |             |
|        | Autorretrato                     | 1895         | Aurélia de Sousa                         | No/unknown value                               |             |
|        | Autorretrato «com o laço negro»  | 1895         | Aurélia de Sousa                         | No/unknown value                               |             |
|        | Autorretrato de Aurélia de Sousa | 1900         | Aurélia de Sousa mulher                  | Museu Nacional de Soares dos Reis              |             |
|        | Sem título                       | 19th century |                                          | No/unknown value                               |             |
|        | Santo António                    | 1902         | Santo António de Lisboa Aurélia de Sousa | Casa-Museu Marta Ortigão Sampaio               |             |
|        | Retrato de menina                | 1910s        |                                          | No/unknown value                               |             |
|        | Retrato de rapaz                 | 1910s        |                                          | No/unknown value                               |             |
|        | Cena familiar                    | 1911         |                                          | Museu Nacional de Soares dos Reis              |             |
|        | Figura sentada                   | 1911         |                                          | Museu Nacional de Arte Contemporânea do Chiado |             |
|        | No atelier                       | 1916         |                                          | Museu Nacional de Arte Contemporânea do Chiado |             |
|        | Pérgola                          | 20th century |                                          | No/unknown value                               |             |
|        | Camponesa                        | 20th century |                                          | No/unknown value                               |             |
|        | Chilena                          | 20th century |                                          | No/unknown value                               |             |
|        | Jarra com flores                 | 20th century |                                          | No/unknown value                               |             |
|        | Estudo (Mãos da Artista)         |              |                                          | Museu Nacional de Soares dos Reis              |             |
|        | Sem título (Autorretrato)        |              |                                          | No/unknown value                               |             |

∑ 17 items.